# Мотьма (приток Уфтюги)
Мотьма — река в Архангельской области России, протекает по территории Красноборского и Котласского районов. Устье реки находится в 128 км по левому берегу реки Уфтюги. Длина реки составляет 119 км, площадь водосборного бассейна — 712 км².

## Данные водного реестра
По данным государственного водного реестра России относится к Двинско-Печорскому бассейновому округу, водохозяйственный участок реки — Северная Двина от впадения реки Вычегда до впадения реки Вага, речной подбассейн реки — Северная Двина ниже места слияния Вычегды и Малой Северной Двины. Речной бассейн реки — Северная Двина.
Код объекта в государственном водном реестре — 03020300112103000025797.

## Притоки
(расстояние от устья)
- 9 км: Антипина (пр)
- 35 км: Брякотуха[3] (лв)
- 38 км: Нижняя Запорная (пр)
- 40 км: Верхняя Запорная (пр)
- 68 км: Тихая (пр)
- 73 км: Гордей[3] (пр)
- 77 км: Долгая (лв)
- Унжа (пр)

### Карты
- Лист карты P-38-83,84 Кваша. Масштаб: 1 : 100 000. Состояние местности на 1984 год. Издание 1988 г.